# Ramón López Vilas
Ramón López Vilas (Lugo, 8 de septiembre de 1938), es un magistrado, abogado y catedrático español.

## Educación
- Licenciado en Derecho por la Universidad de Salamanca (1957-  )
- Colegial del Colegio Mayor Fray Luis de León de Salamanca (1957- )
- Doctor en Derecho por la Universidad de Bolonia. Premio “Victor Manuel” a la mejor tesis doctoral.

## Desarrollo profesional
- Catedrático de Derecho Civil de la Universidad Complutense desde 1974
- Magistrado del Tribunal Supremo de España (1986-1991),[2] en excedencia desde 1991
- Jefe de Gabinete del Presidente de las Cortes
- Jefe de Gabinete del Presidente del Consejo de Estado
- Abogado en ejercicio, Bufete López Vilas.[3][4]
- Miembro de la Junta de Gobierno del Colegio de Abogados de Madrid

En 2015 su nombre apareció en la lista Falciani. Reconoció haber tenido 3 millones de dólares en cuentas del HSBC en Suiza  y anunció que había regularizado la situación.

## Obras
- Régimen jurídico de los títulos nobiliarios (sucesiones y rehabilitaciones), Madrid, Universidad Complutense, Facultad de Derecho, 182 páginas, (1974)[6]
- Estudios de Jurisprudencia civil, 1989
- La jurisprudencia, Revista Arbor, CLXXV, 691 (julio de 2003), 1351-1355,[7]
- Ramón López Vilas y Joaquín María Nebreda Pérez. La dinastía Borbón: antecedentes y protagonismo en la historia de España. La Familia Real Española. (Madrid, Valeció Editores, S. L., 2005) ISBN 84-933530-1-9.